# Departamento Candelaria
Das Departamento Candelaria liegt im Nordwesten der Provinz Misiones im Nordosten Argentiniens und ist eine von 17 Verwaltungseinheiten der Provinz. 
Es grenzt im Norden an Paraguay, im Nordosten an das Departamento San Ignacio, im Osten an das Departamento Oberá, im Süden an das Departamento Leandro N. Alem und im Westen an das Departamento Capital. 
Die Hauptstadt des Departamento Candelaria ist Santa Ana.

## Bevölkerung
Nach Schätzungen des INDEC stieg die Einwohnerzahl des Departamento von 22.290 Einwohnern (2001) auf 23.521 Einwohner im Jahre 2005.

## Städte und Gemeinden
Das Departamento Candelaria ist in folgende Gemeinden aufgeteilt:
- Bonpland
- Candelaria
- Cerro Corá
- Loreto
- Mártires
- Profundidad
- Santa Ana

Koordinaten: 27° 24′ S, 55° 36′ W